# 일바지

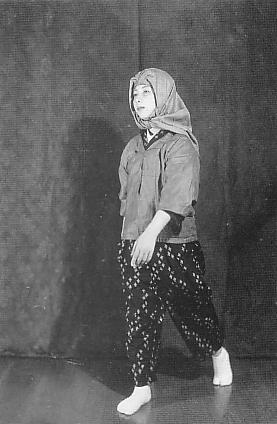
몸뻬

몸뻬(일본어: もんぺ)는 여성이 일할 때 입는 헐렁한 바지다. 우리말 순화집에서 권장하는 이름은 일바지 또는 왜바지이다. 원래는 일본 도호쿠 지방에서 전통적으로 쓰였으나 제2차 세계 대전 즈음에 일본 각지로 퍼졌으며, 당시 일제에 의해 일본과 조선의 부녀자들에게 강제적으로 보급된 바지의 한 종류이다.

## 형태
일반적으로 허리와 허벅지까지 통이 아주 크며, 발목으로 내려갈수록 통이 좁아지는 모양을 하고 있으며, 큰 허리를 잡아주기 위하여 고무줄이나 끈으로 동여맬 수 있게 되어있다. 주로 여성들의 작업복으로 즐겨 사용되고 있으며, 아직도 중장년층 여성들에겐 흔히 볼 수 있는 옷이다.

## 역사적 배경
일본에서는 제2차 세계 대전중인 1940년, 남성에게는 자원과 경비를 절약하기 위해 ‘국민복’이라는 국방색의 복장을, 1942년에는 전시 여성복으로 ‘부인표준복’을 제정했다. 모두 7종류의 표준복이 있었으나, 활동복으로 지정된 몸뻬만이 거의 모든 일본 여성에게 확산됐다.
한국에 들어와서, 일제는 국가총동원법(1938년)과 비상시 국민생활개선기준(1939년)을 제정하고 전국민의 의식주에까지 간섭을 하였고, 식민지 조선뿐 아니라 자국민들 상대로도 사회통제와 군수품조달의 목적의 하나로 몸뻬 착용을 강요하였다. 1944년에는, 왜바지를 입지 않은 여성은 버스, 전차등을 타거나 관공서, 극장에 가는 것을 금지했다. 처음엔 보기 흉한 모습으로 반발이 심하였으나, 국가의 강압과 여성의 활동성 확보의 장점으로 널리 보급되어, 지금에도 널리 사용되고 있다.

## 참고
1. ↑  《일본어투 생활용어 순화집》, 1995, 문화체육부
2. 1 2 3  안태윤,《사회와 역사》2007년 여름호〈일제말 전시체제기 여성에 대한 복장통제〉